# Oscar for bedste tekniske effekter
Oscar for bedste tekniske effekter eller Academy Award for Best Engineering Effects var en filmpris som blev uddelt ved den første Oscaruddeling i 1929. Vinderen af prisen var Luftens helte hvor Roy Pomeroy modtog prisen, de andre to nominerede var ikke specifikke film med dermed 2 teknikere for deres generelle arbejde; Ralph Hammeras og Nugent Slaughter.